# Wakacje Mikołajka (film)
Wakacje Mikołajka (fr. Les vacances du petit Nicolas / ang. Nicholas on holiday) – francuska komedia familijna z 2014 roku w reżyserii Laurenta Tirarda. 
Druga (po Mikołajku) produkcja poświęcona przygodom bohatera książek Sempé i Goscinnego.
Większość scen nakręcono na Plage des Dames bretońskiej wyspy Noirmoutier.
Wykonawczynią sentymentalnej końcowej piosenki filmu pt. La Madrague (1963) jest Brigitte Bardot.

## Treść
Po zakończeniu roku szkolnego Mikołajek i jego rodzice wraz z uciążliwą babcią wybierają się na plażowe wakacje do Bretanii. Rodzina zatrzymuje się w nadbrzeżnym hotelu "Beau Rivage" (Piękne Wybrzeże). Chłopiec szybko zapoznaje się tam z nowymi kolegami: miejscowym Błażejem, łakomczuchem Fortunatem, przyjezdnym z Anglii Dżodżo, płaczliwym Kryspinem i przemądrzałym Kosmą. Przeżywa z nimi liczne wakacyjne przygody i poznaje też nieśmiałą Izabelę, wkrótce będącą dla niego poważną konkurentką dla blisko zaprzyjaźnionej Jadwini, której przysiągł wierność… Te zdarzenia rozgrywają się na tle zabawnych przejść jego wiecznie spierających się rodziców.

## Obsada
- Mathéo Boisselier jako Mikołajek
- Valérie Lemercier jako mama Mikołajka
- Kad Merad jako ojciec Mikołajka
- François-Xavier Demaison jako Rosół, wychowawca w szkole Mikołajka
- Dominique Lavanant jako babcia Mikołajka
- Bouli Lanners jako pan Bernique, wczasowicz
- Judith Henry jako pani Bernique
- Luca Zingaretti jako włoski producent filmowy Massimo Massini
- Francis Perrin jako dyrektor szkoły Mikołajka
- Daniel Prévost jako pan Moucheboume, zwierzchnik-pracodawca ojca Mikołajka
- Bruno Lochet jako pan Leguano, wczasowicz
- Fabienne Galula jako pani Leguano
- Erja Malatier jako Izabela
- Lionel Abelanski jako architekt na plaży
- Jean-Michel Lahmi jako sprzedawca lodów
- Christian Hecq jako emerytowany pułkownik na wczasach
- Chann Aglat jako Jadwinia, sympatia Mikołajka
- Hugo Sepulveda jako kolega Fortunat